# Friedrich Wilhelm Bessel
Friedrich Wilhelm Bessel (Minden, 22 de julho de 1784 — Königsberg, 17 de março de 1846) foi um matemático, físico e astrônomo alemão. Foi o primeiro astrônomo a determinar valores confiáveis da distância do Sol para outra estrela, através do método da paralaxe. 
Ficou conhecido por sistematizar as funções de Bessel (que foram descobertas por Daniel Bernoulli). Foi contemporâneo de Carl Friedrich Gauss, também matemático e astrônomo.

## Biografia
Friedrich nasceu em Minden, Vestfália, a então capital administrativa da região de Minden-Ravensberg, em 1784. Era o segundo filho de um funcionário municipal, tendo nascido no seio de uma grande família prussiana. Aos 14 anos, Friedrich se tornou aprendiz de um mercador em Bremen. Foi o trabalho nos navios e os cálculos náuticos que o levaram a se interessar pela matemática, que acabou levando-o a se interessar pela astronomia e por um meio de determinar a latitude.
Friedrich acabou chamando a atenção de uma proeminente figura da astronomia alemã da época, Heinrich Wilhelm Olbers, ao refinar os cálculos orbitais da passagem do Cometa Halley, em 1804, usando dados de observações feitas por Thomas Harriot e Nathaniel Torporley em 1607. Dois anos depois, Friedrich começou a trabalhar como assistente de Johann Hieronymus Schröter, em Lilienthal, perto de Bremen. Lá pode trabalhar em observações estelares com James Bradley, onde produziu cartas precisas com a posição de 3 222 estrelas.
Sem educação formal, em especial a universitária, na área, Friedrich foi indicado como diretor do recém-fundado Observatório de Königsberg, pelo rei Frederico Guilherme III, em janeiro de 1810, com apenas 25 anos. Por recomendação de seu amigo matemático e físico, Carl Friedrich Gauss, com quem se correspondia com frequência, ele recebeu um doutorado honorário pela Universidade de Göttingen, em março de 1811.
Friedrich casou-se com Johanna, filha do químico e farmacêutico Karl Gottfried Hagen, que era tio do médico e biólogo Hermann August Hagen. O físico Franz Ernst Neumann, que casou-se com uma irmã de Johanna, Florentine, era um grande amigo de Friedrich, com quem trabalhou em vários projetos. Friedrich e Johanna tiveram dois filhos e três filhas. Um de seus filhos, Adolf Erman, tornaria-se um proeminente egiptólogo.

## Trabalho

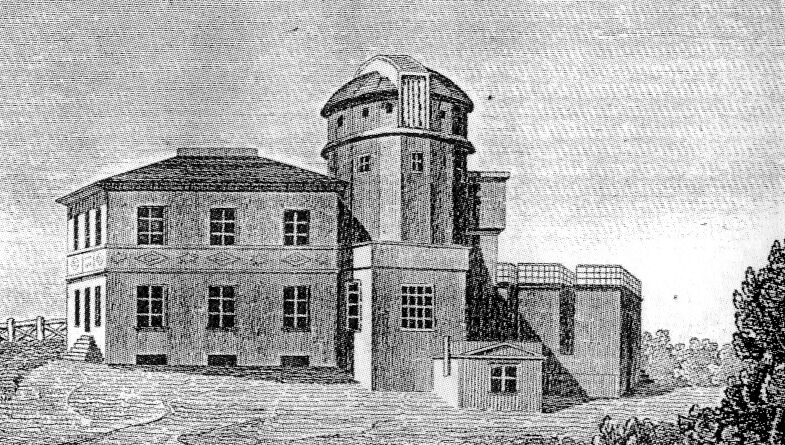
Observatório de Königsberg em 1830. Foi destruído na Segunda Guerra Mundial.

Enquanto o observatório ainda estava em construção, Bessel elaborou os Fundamenta Astronomiae com base nas observações de Bradley. Como resultado preliminar, ele produziu tabelas de refração atmosférica que lhe renderam o Prêmio Lalande da Academia Francesa de Ciências em 1811. O Observatório de Königsberg começou a operar em 1813.
partir de 1819, Bessel determinou a posição de mais de 50 000 estrelas usando um círculo meridiano de Reichenbach , auxiliado por alguns de seus alunos qualificados. O mais proeminente deles foi Friedrich Wilhelm Argelander, seus sucessores foram Otto August Rosenberger e August Ludwig Busch.
Com esse trabalho realizado, Bessel conseguiu o feito pelo qual é mais lembrado até hoje: é creditado a ele o primeiro a usar a paralaxe estelar no cálculo da distância a uma estrela . Os astrônomos acreditavam há algum tempo que a paralaxe forneceria a primeira medição precisa das distâncias interestelares. Em 1838, Bessel anunciou que 61 Cygni tinha uma paralaxe de 0,314 segundos de arco; que, dado o diâmetro da órbita da Terra, indica que a estrela está a 10,3 anos luz de distância. Dada a medição atual de 11,4 anos, a figura de Bessel teve um erro de 9,6%. Graças a esses resultados, os astrônomos não apenas ampliaram a visão do universo muito além da magnitude cósmica, mas depois da descoberta em 1728 por James Bradley da aberração da luz, uma segunda evidência empírica do movimento relativo da Terra foi produzida. Pouco tempo depois, Friedrich Georg Wilhelm Struve e Thomas Henderson relataram as paralaxes de Vega e Alpha Centauri.
Além de ajudar a determinar a paralaxe de 61 Cygni, as medições precisas de Bessel usando um novo círculo meridiano de Adolf Repsold permitiram que ele notasse desvios nos movimentos de Sirius e Procyon, que ele deduziu serem causados pela atração gravitacional de companheiros invisíveis.  Seu anúncio do "companheiro negro" de Sirius em 1844 foi a primeira afirmação correta de um companheiro não observado anteriormente por medição posicional e, eventualmente, levou à descoberta de Sirius B.
Bessel foi o primeiro cientista a perceber o efeito mais tarde chamado de equação pessoal, que várias pessoas que observam simultaneamente determinam valores ligeiramente diferentes, especialmente registrando o tempo de transição das estrelas.
Por proposta de Bessel em 1825, a Academia Prussiana de Ciências iniciou a edição do Berliner Akademische Sternkarten (Berlin Academic Star Charts) como um projeto internacional com Johann Franz Encke como editor executivo. Um novo gráfico não publicado permitiu a Johann Gottfried Galle encontrar Netuno perto da posição calculada por Le Verrier em setembro de 1846 no Observatório de Berlim.
Na segunda década do século XIX, enquanto estudava a dinâmica dos sistemas gravitacionais como um problema de múltiplos corpos, Bessel desenvolveu o que hoje conhecemos como funções de Bessel. Críticas para a solução de certas equações diferenciais, essas funções são usadas tanto na física clássica quanto na física quântica.
Bessel é responsável pela correção da fórmula do estimador de variância amostral nomeado em sua homenagem. Este é o uso do fator n − 1 no denominador da fórmula, em vez de apenas n. Isso ocorre quando a média da amostra, em vez da média da população, é usada para centralizar os dados e, como a média da amostra é uma combinação linear dos dados, o resíduo para a média da amostra superestima o número de graus de liberdade pelo número de equações de restrição - neste caso, uma.
Como muitos astrônomos de seu tempo, Bessel também tratou do campo da geodesia, primeiro teoricamente, quando publicou um método para resolver o principal problema geodésico. Em 1830, ele obteve a ordem real para o levantamento da Prússia Oriental com o objetivo de conectar as redes de triangulação prussianas e russas ainda existentes . Este trabalho foi realizado em cooperação com Johann Jacob Baeyer, então major do exército prussiano; o relatório final foi publicado em 1838.  Ele também obteve uma estimativa de maior precisão para o elipsoide da Terra, hoje chamado de elipsoide de Bessel, com base em várias medições de arco.

## Morte
Friedrich caiu doente por vários meses e ele morreu em Königsberg, em 17 de março de 1846, aos 61 anos, devido a uma fibrose retroperitoneal. Ele foi sepultado no Cemitério dos Professores, em Königsberg.

## Legado
As funções de Bessel, a desigualdade de Bessel, os polinómios de Bessel, os filtros de Bessel, a transformada de Bessel, a cratera de Bessel e o asteróide 1552 Bessel foram batizados em sua honra.

## Publicações
Latim

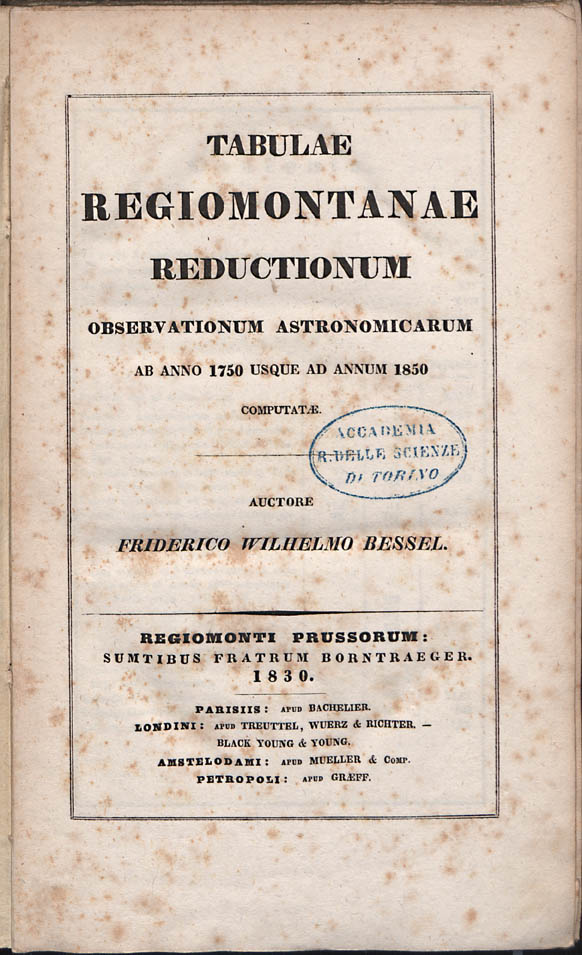
Tabulae Regiomontanae reductionum observationum astronomicarum ab anno 1750 usque ad annum 1850 computatae, 1830

- Fundamenta Astronomiae pro anno MDCCLV deducta ex observationibus viri incomparabilis James Bradley in specula astronomica Grenovicensi, per annos 1750–1762 institutis, Königsberg, 1818
- Tabulae Regiomontanae reductionum observationum astronomicarum ab anno 1750 usque ad annum 1850 computatae. Sankt-Peterburg: Brüder Borntraeger. 1830

Alemão
- Untersuchungen über die scheinbare und wahre Bahn des im Jahre 1807 erschienenen grossen Kometen. [Investigations on the apparent and the real orbit of the great comet of 1807], Königsberg, 1810
- Untersuchung der Größe und des Einflusses des Vorrückens der Nachtgleichen. [Investigations on precession], Berlin, 1815
- Untersuchungen über die Länge des einfachen Secundenpendels. [Investigations on the length of the seconds pendulum], Berlin, 1828
- Versuche über die Kraft mit welcher die Erde Körper von verschiedener Beschaffenheit anzieht. [Experiments on the force with which the earth attracts things of different matter], Berlin, 1832
- Gradmessung in Ostpreußen und ihre Verbindung mit Preußischen und Russischen Dreiecksketten. [The East Prussian Survey and its connection with the Prussian and Russian networks], Berlin, 1838
- Darstellung der Untersuchungen und Maaßregeln, welche, in 1835 bis 1838, durch die Einheit des Preußischen Längenmaaßes veranlaßt worden sind. [Description of the investigations and rules arranged in 1835 to 1838 for the standardization of the prussian unit of length], Berlin, 1839
- Astronomische Beobachtungen auf der Königlichen Universitäts-Sternwarte zu Königsberg. [Astronomical Observations (XXI Volumes)], Königsberg, 1815–1844
- Astronomische Untersuchungen. [Astronomical Investigations. (2 Volumes)], Königsberg, 1841–1842
- Heinrich Christian Schumacher, ed. (1848), Populäre Vorlesungen über wissenschaftliche Gegenstände von F.W.Bessel. [Popular lectures on scientific subjects], Hamburg
- Rudolf Engelmann (ed.), Abhandlungen von Friedrich Wilhelm Bessel. [Treatises of Friedrich Wilhelm Bessel]
  - Vol. 1: I. Bewegungen der Körper im Sonnensystem. II. Sphärische Astronomie. Leipzig 1875
  - Vol. 2: III. Theorie der Instrumente. IV. Stellarastronomie. V. Mathematik. Leipzig 1876
  - Vol. 3: VI. Geodäsie. VII. Physik. VIII. Verschiedenes – Literatur. Leipzig 1876.
- Rudolf Engelmann, ed. (1878), Recensionen von Friedrich Wilhelm Bessel, Leipzig

## Leitura complementar
- Fricke, Walter (1970-80). "Bessel, Friedrich Wilhelm". Dictionary of Scientific Biography 2. New York: Charles Scribner's Sons. 97-102. ISBN 0-684-10114-9.